# Acanthochitona woodwardi
Acanthochitona woodwardi är en blötdjursart som beskrevs av Kaas och Van Belle 1988. Acanthochitona woodwardi ingår i släktet Acanthochitona och familjen Acanthochitonidae. Inga underarter finns listade i Catalogue of Life.